# Lista de candidatos afro-americanos à presidência e vice-presidência dos Estados Unidos
A seguir está uma lista de afro-americanos indicados à presidência e vice-presidência dos Estados Unidos e candidatos à indicação. Os candidatos são indicados ou de outra forma selecionados pelos partidos políticos para cargos específicos. Estão listados os afro-americanos que obtiveram acesso ao voto para as eleições nacionais em pelo menos um estado. Eles podem ter ganhado a indicação de um dos partidos políticos dos EUA (seja um dos partidos majoritários ou um dos terceiros partidos), ou ter participado da votação como independentes e, em ambos os casos, devem ter votos na eleição para se qualificarem para esta lista. A exceção é feita para candidatos cujos partidos perderam o status de voto para disputas adicionais.
Não estão incluídos na primeira e segunda seções os afro-americanos que realizaram campanhas malsucedidas em convenções de indicação ou eleições primárias para a indicação de seu partido (ou que ainda não concluíram esse processo), candidatos write-in, candidatos potenciais (sugeridos pela mídia, objetos de movimentos preliminares, etc.), ou candidatos fictícios. A terceira seção inclui os afro-americanos que concorreram à indicação presidencial do seu partido, mas que não foram indicados, bem como aqueles que estão atualmente tentando a indicação presidencial do seu partido (quando aplicável).
Houve dois afro-americanos em chapas de partidos majoritários na história dos Estados Unidos: o candidato democrata à presidência Barack Obama, em 2008 e 2012, e a candidata democrata à vice-presidência Kamala Harris, em 2020.
Barack Obama foi o primeiro afro-americano a o primeiro presidente birracial dos Estados Unidos, sendo eleito na eleição de 2008 e reeleito na eleição de 2012.
Kamala Harris tornou-se a primeira vice-presidente afro-americana dos Estados Unidos, sendo eleita na eleição de 2020 ao lado do presidente Joe Biden. Ela também é a primeira mulher vice-presidente. Ela é a segunda vice-presidente birracial, sendo o primeiro Charles Curtis.

## Candidatos à presidência: indicados pelo partido
† Indica o candidato vencedor.

### Candidatos que receberam votos do colégio eleitoral
| Ano   | Nome         | Partido           | Companheiro de chapa | Votos populares | Votos eleitorais recebidos/total | Adversário  |
| ----- | ------------ | ----------------- | -------------------- | --------------- | -------------------------------- | ----------- |
| 2008† | Barack Obama | Partido Democrata | Joe Biden            | 69 498 215      | 365/538                          | John McCain |
| 2012† | Barack Obama | Partido Democrata | Joe Biden            | 65 915 796      | 332/538                          | Mitt Romney |
| 2016  | Colin Powell | Não aplicável     | Não aplicável        | —               | 3/538                            |             |

### Candidatos que receberam votos populares
| Ano   | Nome                           | Partido                              | Companheiro de chapa  | Votos populares |
| ----- | ------------------------------ | ------------------------------------ | --------------------- | --------------- |
| 1904  | George Edwin Taylor            | Partido da Liberdade Nacional        | W.C. Payne            | Scattering      |
| 1960  | Clennon King                   | Partido Independente Afro-Americano  | Reginald Carter       | 1 485           |
| 1964  | Clifton DeBerry                | Partido Socialista dos Trabalhadores | Ed Shaw               | 32 706          |
| 1968  | Eldridge Cleaver               | Partido Paz e Liberdade              | Vários candidatos     | 36 623          |
| 1968  | Dick Gregory                   | Partido Liberdade e Paz              | Vários candidatos     | 47 097          |
| 1968  | Charlene Mitchell              | Partido Comunista                    | Michael Zagarell      | 1 076           |
| 1976  | Margaret Wright                | Partido do Povo                      | Benjamin Spock        | 49 013          |
| 1980  | Clifton DeBerry                | Partido Socialista dos Trabalhadores | Matilde Zimmermann    | 38 738          |
| 1980  | Andrew Pulley                  | Partido Socialista dos Trabalhadores | Matilde Zimmermann    | 6 264           |
| 1984  | Larry Holmes                   | Partido Mundial dos Trabalhadores    | Gloria La Riva        | 17 985          |
| 1984  | Dennis L. Serrette             | Partido da Nova Aliança              | Nancy Ross            | 46 853          |
| 1984  | Edward Winn                    | Partido da Igualdade Socialista      | Helen Halyard         | 10 801          |
| 1988  | Lenora Fulani                  | Partido da Nova Aliança              | Joyce Dattner         | 217 219         |
| 1988  | Larry Holmes                   | Partido Mundial dos Trabalhadores    | Gloria La Riva        | 7 846           |
| 1988  | James Warren                   | Partido Socialista dos Trabalhadores | Kathleen Mickells     | 15 602          |
| 1988  | Edward Winn                    | Partido da Igualdade Socialista      | Helen Halyard         | 18 693          |
| 1992  | Ronald Daniels                 | Partido Paz e Liberdade              | Asiba Tupahache       | 27 949          |
| 1992  | Lenora Fulani                  | Partido da Nova Aliança              | Maria Elizabeth Muñoz | 73 714          |
| 1992  | Helen Halyard                  | Liga dos Trabalhadores               | Fred Mazelis          | 3 050           |
| 1992  | Isabell Masters                | Partido Olhando para Trás            | Walter Masters        | 327             |
| 1992  | James Warren                   | Partido Socialista dos Trabalhadores | Various candidates    | 23 533          |
| 1996  | James Harris                   | Partido Socialista dos Trabalhadores | Laura Garza           | 8 476           |
| 1996  | Monica Moorehead               | Partido Mundial dos Trabalhadores    | Gloria La Riva        | 29 083          |
| 1996  | Isabell Masters                | Partido Olhando para Trás            | Shirley Jean Masters  | 752             |
| 2000  | James Harris                   | Partido Socialista dos Trabalhadores | Margaret Trowe        | 7 038           |
| 2000  | Monica Moorehead               | Partido Mundial dos Trabalhadores    | Gloria La Riva        | 4 795           |
| 2000  | Randall A. Venson              | Independente                         | Gene Kelly            | 547             |
| 2004  | James Harris                   | Partido Socialista dos Trabalhadores | Margaret Trowe        | 7 102           |
| 2004  | John Parker                    | Partido Mundial dos Trabalhadores    | Teresa Gutierrez      | 1 646           |
| 2008  | James Harris                   | Partido Socialista dos Trabalhadores | Alyson Kennedy        | 2 424           |
| 2008  | Alan Keyes                     | Partido Independente da América      | Brian Rohrbough       | 47 756          |
| 2008  | Cynthia McKinney               | Partido Verde                        | Rosa Clemente         | 150 061         |
| 2008† | Barack Obama                   | Partido Democrata                    | Joe Biden             | 69 498 215      |
| 2012  | Stewart Alexander              | Partido Socialista                   | Alejandro Mendoza     | 4 405           |
| 2012  | Andre Barnett                  | Partido Reformista                   | Ken Cross             | 956             |
| 2012  | James Harris                   | Partido Socialista dos Trabalhadores | Maura DeLuca          | 4 117           |
| 2012  | Peta Lindsay                   | Partido pelo Socialismo e Libertação | Yari Osorio           | 7 791           |
| 2012† | Barack Obama                   | Partido Democrata                    | Joe Biden             | 65 915 796      |
| 2016  | Monica Moorehead               | Partido Mundial dos Trabalhadores    | Lamont Lilly          | 4 314           |
| 2016  | Khadijah Jacob-Fambro          | Partido Revolutionário               | Milton Fambro         | 748             |
| 2016  | Clifton Roberts                | Partido Humanitário                  | Breeze Harper         | 86              |
| 2020  | President R19 Boddie           | C.U.P.                               | Eric Stoneham         | 3 177           |
| 2020  | Dario Hunter                   | Partido Progressista do Oregon       | Dawn Neptune Adams    | 5 403           |
| 2020  | Princess Khadijah Jacob-Fambro | Não afiliada                         | Khadijah M. Jacob     | 497             |
| 2020  | Ricki Sue King                 | Genealogy Know Your Family History   | Dayna R. Chandler     | 546             |
| 2020  | Jade Simmons                   | Independente                         | Claudeliah Roze       | 6 958           |
| 2020  | Kanye West                     | NA                                   | Michelle Tidball      | 70 294          |

## Candidatos à vice-presidência: indicados pelo partido
† Indica o candidato vencedor.

### Candidatos que receberam votos do colégio eleitoral
Até a eleição presidencial de 2020, nenhum candidato afro-americano tinha recebido votos eleitorais para vice-presidente.
| Ano  | Nome          | Partido           | Companheiro de chapa | Votos eleitorais recebidos/total | Votos populares | Adversário |
| ---- | ------------- | ----------------- | -------------------- | -------------------------------- | --------------- | ---------- |
| 2020 | Kamala Harris | Partido Democrata | Joe Biden            | 306/538                          | 81.268.867      | Mike Pence |

### Candidatos que receberam votos populares
| Ano  | Nome                 | Partido                              | Companheiro de chapa           | Votos populares |
| ---- | -------------------- | ------------------------------------ | ------------------------------ | --------------- |
| 1872 | Frederick Douglass   | Partido da Igualdade de Direitos     | Victoria Woodhull              | Não relatado    |
| 1928 | Simon P. Drew        | Partido Independente Inter-racial    | Jacob S. Coxey                 |                 |
| 1932 | James W. Ford        | Partido Comunista                    | William Z. Foster              | 102.991         |
| 1936 | James W. Ford        | Partido Comunista                    | Earl Browder                   | 80.195          |
| 1940 | James W. Ford        | Partido Comunista                    | Earl Browder                   |                 |
| 1952 | Charlotta Bass       | Partido Progressista                 | Vincent Hallinan               | 140.023         |
| 1968 | Paul Boutelle        | Partido Socialista dos Trabalhadores | Fred Halstead                  |                 |
| 1972 | Julius Hobson        | Partido do Povo                      | Benjamin Spock                 | 78.759          |
| 1972 | Jarvis Tyner         | Partido Comunista                    | Gus Hall                       |                 |
| 1976 | Willie Mae Reid      | Partido Socialista dos Trabalhadores | Peter Camejo                   | 90.986          |
| 1976 | Jarvis Tyner         | Partido Comunista                    | Gus Hall                       |                 |
| 1980 | Angela Davis         | Partido Comunista                    | Gus Hall                       | 43.871          |
| 1984 | Angela Davis         | Partido Comunista                    | Gus Hall                       | 36.386          |
| 1984 | Helen Halyard        | Partido da Igualdade Socialista      | Edward Winn                    | 10.801          |
| 1988 | B. Kwaku Duren       | Partido da Nova Aliança              | Lenora Fulani                  | 31.180          |
| 1988 | Helen Halyard        | Partido da Igualdade Socialista      | Edward Winn                    | 18.693          |
| 1988 | Mamie Moore          | Partido da Nova Aliança              | Lenora Fulani                  | 26.487          |
| 1988 | Florence M. Rice     | Partido do Consumidor                | Eugene McCarthy                | 25.109          |
| 1992 | Willie Mae Reid      | Partido Socialista dos Trabalhadores | James "Mac" Warren             |                 |
| 1996 | Shirley Jean Masters | Partido Olhando para Trás            | Isabell Masters                | 752             |
| 2000 | Ezola B. Foster      | Partido Reformista                   | Pat Buchanan                   | 449.225         |
| 2004 | Arrin Hawkins        | Partido Socialista dos Trabalhadores | Róger Calero                   | 3.689           |
| 2004 | Jim Lawrence         | Partido da Igualdade Socialista      | Bill Van Auken                 | 1.857           |
| 2008 | Stewart Alexander    | Partido Socialista                   | Brian Moore                    | 7.315           |
| 2008 | Eugene Puryear       | Partido pelo Socialismo e Libertação | Gloria La Riva                 | 7.478           |
| 2016 | Ajamu Baraka         | Partido Verde                        | Jill Stein                     | 1.457.044       |
| 2016 | Osborne Hart         | Partido Socialista dos Trabalhadores | Alyson Kennedy                 | 11.667          |
| 2016 | Lamont Lilly         | Partido Mundial dos Trabalhadores    | Monica Moorehead               | 4.003           |
| 2016 | Eugene Puryear       | Partido Paz e Liberdade              | Gloria La Riva                 | 43.445          |
| 2016 | Angela Nicole Walker | Partido Socialista                   | Mimi Soltysik                  | 2.579           |
| 2016 | Milton Fambro        | Partido Revolutionário               | Khadijah Jacob-Fambro          | 748             |
| 2016 | Breeze Harper        | Partido Humanitário                  | Clifton Roberts                | 86              |
| 2020 | Karla Ballard        | Independente                         | Brock Pierce                   | 49.700          |
| 2020 | Dayna R. Chandler    | Genealogy Know Your Family History   | Ricki Sue King                 |                 |
| 2020 | Kamala Harris        | Partido Democrata                    | Joe Biden                      | 81.268.867      |
| 2020 | Khadijah M. Jacob    | Não afiliada                         | Princess Khadijah Jacob-Fambro |                 |
| 2020 | Malcolm Jarrett      | Partido Socialista dos Trabalhadores | Alyson Kennedy                 | 6.791           |
| 2020 | Cynthia McKinney     | Partido Verde do Alasca              | Jesse Ventura                  | 3.291           |
| 2020 | Melissa Nixon        | Independente                         | Jade Simmons                   | 181             |
| 2020 | Raechelle Pope       | Independente                         | Michael Laboch                 |                 |
| 2020 | Claudeliah Roze      | Independente                         | Jade Simmons                   | 6.777           |
| 2020 | Angela Nicole Walker | Partido Verde e Partido Socialista   | Howie Hawkins                  | 404.021         |
| 2020 | Adrian Wallace       | Independente                         | Mark Charles                   | 3.040           |
| 2020 | Kanye West           | Partido Independente Americano       | Rocky De La Fuente             | 60.160          |

## Presidente: outros candidatos à indicação do partido
Candidatos que não conseguiram a indicação do seu partido (ou que estão atualmente em campanha pela indicação do seu partido). Os candidatos que ganharam a indicação pertencem apenas às tabelas acima.
| Ano  | Nome                      | Partido                 | Detalhes | Indicado          |
| ---- | ------------------------- | ----------------------- | --- | ----------------- |
| 1848 | Frederick Douglass        | Partido da Liberdade    | 1 vote na convenção nacional | Gerrit Smith      |
| 1888 | Frederick Douglass        | Partido Republicano     | 1 voto na convenção nacional | Benjamin Harrison |
| 1968 | Channing E. Phillips      | Partido Democrata       | 67,5 votos na convenção nacional | Hubert Humphrey   |
| 1972 | Shirley Chisholm          | Partido Democrata       | 152 votos na convenção nacional | George McGovern   |
| 1972 | Walter Fauntroy           | Partido Democrata       | 1 voto na convenção nacional; 21.217 votos (71,78%) e vencedor das primárias de Washington, D.C.                                                                         | George McGovern   |
| 1976 | Barbara Jordan            | Partido Democrata       | 1 voto na convenção nacional | Jimmy Carter      |
| 1976 | Walter Fauntroy           | Partido Democrata       | 10.149 votos (30,49%) (2º lugar) na primária de Washington, D.C. | Jimmy Carter      |
| 1984 | Jesse Jackson             | Partido Democrata       | 466 votos na convenção nacional | Walter Mondale    |
| 1988 | Jesse Jackson             | Partido Democrata       | 1218,5 votos na convenção nacional | Michael Dukakis   |
| 1992 | Douglas Wilder            | Partido Democrata       | Retirou-se antes das convenções de Iowa | Bill Clinton      |
| 1992 | Alan Keyes                | Partido Republicano     | 1 voto na convenção nacional. Keyes era o candidato republicano nas eleições para o Senado dos EUA em Maryland na época, e não buscava ativamente a presidência em 1992. | George H.W. Bush  |
| 1996 | Alan Keyes                | Partido Republicano     | 1 voto na convenção nacional | Bob Dole          |
| 1996 | Isabell Masters           | Partido Republicano     | 1.052 votos (7º lugar) na primária de Oklahoma | Bob Dole          |
| 2000 | Alan Keyes                | Partido Republicano     | 6 votos na convenção nacional | George W. Bush    |
| 2000 | Angel Joy Rocker          | Partido Republicano     | 6 votos na straw poll do Alabama | George W. Bush    |
| 2004 | Carol Moseley Braun       | Partido Democrata       | Retirou-se antes das convenções de Iowa | John Kerry        |
| 2004 | Al Sharpton               | Partido Democrata       | Ganhou 26 delegados em 5 primárias e convenções | John Kerry        |
| 2008 | Alan Keyes                | Partido Republicano     | Keyes retirou-se do Partido Republicano em 15 de abril de 2008, mas permaneceu nas urnas republicanas em vários estados.                                                 | John McCain       |
| 2008 | Alan Keyes                | Partido da Constituição | 125,7 votos (24.36%) (2º lugar) na convenção nacional. | Chuck Baldwin     |
| 2012 | Herman Cain               | Partido Republicano     | Retirou-se em 3 de dezembro de 2011. | Mitt Romney       |
| 2016 | Willie Wilson             | Partido Democrata       | Candidatura anunciada em 1º de junho de 2015. | Hillary Clinton   |
| 2016 | John Fitzgerald Johnson   | Partido Democrata       | Candidatura anunciada em 23 de agosto de 2015. | Hillary Clinton   |
| 2016 | Sedinam Moyowasifza-Curry | Partido Verde           | 14,5 votos (3º lugar) na convenção nacional | Jill Stein        |
| 2016 | Monica Moorehead          | Partido Paz e Liberdade | 1.369 votos (30%) (2º lugar) na primária da Califórnia | Gloria La Riva    |
| 2016 | Ben Carson                | Partido Republicano     | Candidatura anunciada em 3 de maio de 2015. Retirou-se em 4 de março de 2016. Ganhou 9 delegados.                                                                        | Donald Trump      |
| 2020 | Cory Booker               | Partido Democrata       | Retirou-se antes das convenções de Iowa | Joe Biden         |
| 2020 | Kamala Harris             | Partido Democrata       | Retirou-se antes das convenções de Iowa. Harris later became the 2020 Democratic nominee for vice president.                                                             | Joe Biden         |
| 2020 | Wayne Messam              | Partido Democrata       | Retirou-se antes das convenções de Iowa | Joe Biden         |
| 2020 | Deval Patrick             | Partido Democrata       | Candidatura anunciada em 14 de novembro de 2019. Retirou-se em 12 de fevereiro de 2020.                                                                                  | Joe Biden         |
| 2020 | Sedinam Moyowasifza-Curry | Partido Verde           | 11,5 votos (3º lugar) na convenção nacional | Howie Hawkins     |
| 2024 | Larry Elder               | Partido Republicano     | Candidatura anunciada em 20 de abril de 2023. Retirada em 26 de outubro de 2023.                                                                                         | TBD               |
| 2024 | Will Hurd                 | Partido Republicano     | Candidatura anunciada em 22 de junho de 2023. Retirada em 9 de outubro de 2023.                                                                                          | TBD               |
| 2024 | Tim Scott                 | Partido Republicano     | Candidatura anunciada em 22 de maio de 2023. Retirada em 12 de novembro de 2023.                                                                                         | TBD               |

## Vice-presidente: outros candidatos à indicação do partido
| Ano  | Nome               | Partido                | Detalhes                                                                                   | Indicado            |
| ---- | ------------------ | ---------------------- | ------------------------------------------------------------------------------------------ | ------------------- |
| 1856 | Frederick Douglass | Abolicionista Político |                                                                                            | Samuel T. McFarland |
| 1880 | Blanche Bruce      | Partido Republicano    | 8 votos na convenção nacional                                                              | Chester A. Arthur   |
| 1888 | Blanche Bruce      | Partido Republicano    | 11 votos na convenção nacional                                                             | Levi P. Morton      |
| 1968 | Julian Bond        | Partido Democrata      | 48,5 votos na convenção nacional                                                           | Edmund Muskie       |
| 1972 | Julian Bond        | Partido Democrata      | 1 voto na convenção nacional                                                               | Thomas Eagleton     |
| 1972 | Shirley Chisholm   | Partido Democrata      | 20 votos na convenção nacional                                                             | Thomas Eagleton     |
| 1972 | Ron Dellums        | Partido Democrata      | 4 votos na convenção nacional                                                              | Thomas Eagleton     |
| 1976 | Barbara Jordan     | Partido Democrata      | 17 votos na convenção nacional                                                             | Walter Mondale      |
| 1980 | Mel Boozer         | Partido Democrata      | 49 votos na convenção nacional                                                             | Walter Mondale      |
| 2016 | Larry Sharpe       | Partido Libertário     | 264 votos na convenção nacional (1ª votação); 409 votos na convenção nacional (2ª votação) | William Weld        |
| 2016 | Derrick Grayson    | Partido Libertário     | 48 votos in convenção nacional (1ª votação); 9 votos na national convention (2ª votação)   | William Weld        |